# Сатьябхама
Сатьябха́ма (санскр. सत्यभामा, IAST: Satya-bhāmā — «имеющая настоящий блеск») — в индийской позднейшей мифологии дочь Сатраджита и третья из четырёх главных жён Кришны, которому она принесла 10 сыновей. Кришна взял ее с собой на небо Индры; она побудила его принести оттуда на землю чудное дерево Париджата. Считается аватарой Бхуми.

## История
Однажды Сатьябхама возгордилась тем, что Кришна очень сильно любил её и оказался под её контролем. Другая жена Кришны, Рукмини, в свой черёд отличалась скромностью и просто смиренно служила Кришне. Её преданность Кришне обладала особой внутренней красотой. Однажды, мудрец Нарада прибыл в Двараку и в ходе беседы с Сатьябхамой, указал ей на то, что любовь, которую Кришна питает к ней, вовсе не так уж и сильна — кто на самом деле управляет сердцем Кришны, так это Рукмини. Сатьябхама потребовала от Нарады доказать это. Тогда Нарада попросил её принять участие в особом ритуале, в ходе которого она должна была бы отдать Кришну Нараде, а потом забрать его назад, выплатив соответствующую компенсацию в золоте и драгоценностях, вес которых должен был бы превысить вес тела Кришны. Нарада пообещал Сатьябхаме, что если она успешно пройдёт это испытание, любовь Кришны к ней возрастёт во много раз. Затем Нарада намекнул ей на то, что её богатств может не хватить для подобного мероприятия. Сатьябхама в гневе заявила, что собрать количество драгоценностей, способное перевесить Кришну, для неё было бы сущим пустяком. Нарада тогда предупредил её, что если она не сможет сделать этого, то Кришна должен будет стать его рабом и служить ему, выполняя все его желания.
Кришна с удовольствием согласился участвовать в этом спектакле. Когда всё было готово для церемонии, Сатьябхама передала Кришну Нараде, после чего слуги Сатьябхамы принесли все её огромные сокровища и уложили их на специально смонтированные для этой цели весы, но их было недостаточно для того, чтобы перевесить Кришну. Нарада тогда начал дразнить Сатьябхаму и пригрозил, что если она не найдёт достаточно золота и драгоценных камней, то он будет вынужден продать Кришну в рабство с аукциона. Сатьябхаме, в таком отчаянном положении, пришлось проглотить свою гордость и попросить остальных жён пожертвовать свои драгоценности, на что они, из-за своей сильной любви к Кришне охотно согласились. Но и этого оказалось недостаточно для того, чтобы перевесить Кришну, который до этого времени оставался немым свидетелем происходящего. Тут он решил подсыпать соли на раны гордости Сатьябхамы, и начал сетовать на то, что теперь он станет рабом какого-нибудь пастуха и будет до конца своих дней страдать от разлуки со своей любимой женой. В этот момент вмешался Нарада и объявил, что, возможно, Рукмини способна помочь Сатьябхаме в создавшейся ситуации. Не видя другого выхода, Сатьябхаме пришлось смиренно воззвать к Рукмини о помощи. Согласившись помочь, Рукмини начала молиться Кришне и положила на чашу весов крохотный листок туласи, который в тот же момент перевесил Кришну. Даже после того, как все драгоценности были убраны, оставленный на весах листок туласи всё ещё весил больше, чем Кришна.

## Критика
Существует много различных объяснений причин, вызвавших это соревнование, но конец истории, в котором простой листок туласи перевешивает всё золото Сатьябхамы, везде один и тот же. Эта история часто приводится для объяснения значения туласи в служении Кришне, а также значение того, как простое смиренное подношение Богу от Его преданного имеет гораздо бо́льшую ценность, чем все материальные богатства.